# 17071 Spiride
17071 Spiride este o planetă minoră (asteroid), cu un diametru de 4,28 km, din centura de asteroizi. A fost descoperită pe 15 aprilie 1999 la Experimental Test Site⁠(d) de Lincoln Near-Earth Asteroid Research. 
Obiectul prezintă o orbită caracterizată de o semiaxă mare de 2,4372536 UAi, o excentricitate de 0,17, o înclinație de 4,31743 ° în raport cu ecliptica.